# Hans Wilhelm von Kanitz
Hans Wilhelm von Kanitz (* 28. November 1692 in Podangen; † 10. April 1775 auf Gut Krafftshagen) war ein preußischer Offizier, zuletzt Generalleutnant, Chef des Infanterie-Regiments Nr. 2 und Ritter des Pour le Mérite.

## Leben
Hans Wilhelm war der dritte Sohn aus der ersten Ehe des Oberburggrafen von Preußen Friedrich Wilhelm von Kanitz (1656–1719) mit Sophia Barbara von Tettau (1664–1707).
Kanitz trat bereits 1704 als Junker in das seinerzeit von seinem Onkel Christoph Albrecht von Kanitz geführte Infanterieregiment „von Kanitz“ Nr. 14 ein. Kanitz erhielt am 7. April 1714 den Rang des Premierleutnants und wurde am 8. September 1724 – nunmehr im Rang des Kapitäns – Kompaniechef im Infanterieregiment „Graf Finckenstein“ Nr. 14. Am 27. November 1735 wurde er zum Major, am 20. April 1741 zum Oberstleutnant und mit Patent vom 20. Januar 1745 zum Oberst befördert. Im Juli des gleichen Jahres wurde er Kommandeur des Infanterieregiments „von Borcke“ Nr. 29. Am 12. Juni 1750 wurde er zum Generalmajor und Chef des Infanterieregiments „von Schlichting“ Nr. 2 ernannt, das fortan – wie zu jener Zeit üblich – seinen Namen trug. Am 22. Januar 1758 erhob ihn der König zum Generalleutnant. Im November 1768 wurde er auf Grund seines Alters pensioniert und erhielt ein Gnadengehalt von 2000 Talern.
Kanitz nahm im Spanischen Erbfolgekrieg an den Feldzügen in Italien (1704) und den Niederlanden (1713) teil und war 1715 im Rahmen des Pommernfeldzugs bei der Belagerung von Stralsund eingesetzt. Im Ersten Schlesischen Krieg führte er ein Bataillon aus jeweils zwei Kompanien der Regimenter Nr. 11 und Nr. 14, kämpfte mit diesem Bataillon in der Schlacht bei Chotusitz und wurde im Anschluss mit dem Orden Pour le Mérite ausgezeichnet. Im Zweiten Schlesischen Krieg focht er 1745 bei Habelschwerdt und in den Schlachten bei Hohenfriedberg und Soor. Im Siebenjährigen Krieg wurde ihm zunächst die Deckung Ostpreußens südlich der Memel mit vier Grenadierbataillonen, dem Dragonerregiment „von Plettenberg“ Nr. 7 und dem I. Bataillon des Husarenregiments „von Ruesch“ übertragen. Er nahm 1757 an der Schlacht bei Groß-Jägersdorf teil. Im Juli 1758 war er mit der Vorhut bei Küstrin zur Deckung Berlins gegen die russische Armee eingesetzt und führte sodann gegen diese das Zentrum der preußischen Kräfte in der für sein Regiment verlustreichen Schlacht bei Zorndorf, in der er verwundet wurde. Kanitz nahm ferner an den Schlachten bei Kay, Kunersdorf, Torgau und Freiberg teil. Er konnte sich außerdem beim Übergang über die Mulde und bei der Belagerung von Anklam auszeichnen.

## Familie
Er war in erster Ehe (1723) mit der Cousine Sophia Elisabeth von Kanitz († 1724), Tochter des kurbrandenburgischen Majors Melchior Abel von Kanitz (1667–1716) auf Kraftshagen und Schwaraunen und der Katharina Luise von Perbandt († 1719) verheiratet. Aus dieser Ehe ging eine Tochter, Sophia Augusta von Kanitz (1724–1769), hervor. In zweiter Ehe (1728) heiratete er ebenfalls eine Cousine, Adelgunde Katharina von Kanitz (1698–1776), Tochter des königlich-preußischen Brigadiers Melchior Ernst von Kanitz († 1730) auf Maxkeim und Kraftshagen und der Anna Maria von Schlieben († 1733). Diese Ehe blieb kinderlos.